# It's the economy, stupid
"It's the economy, stupid"（イッツ・ザ・エコノミー・スチューピッド、日本語訳：「経済こそが重要なのだ、愚か者」）とは、アメリカ合衆国の政治においてビル・クリントンがジョージ・H・W・ブッシュに対して勝利を収めた1992年アメリカ合衆国大統領選挙の最中、広く使われた言い回しである。
当時、冷戦の終結や湾岸戦争における勝利といったような、外交政策で大きな成果をもたらしたブッシュに勝つことは難しいと考えられていた。この言い回しは、正確にはクリントンの選挙参謀を務めたジェームズ・カービルが作った言い回しを少々変更したもので、近年景気後退がみられるもかかわらず経済に対して的確に取り組まないブッシュより、クリントンのほうがよい選択肢であるというイメージを作った。
クリントン陣営はブッシュを落選させるため、選挙運動で景気後退を利用した。1991年3月、多国籍軍によるイラクへの地上侵攻の数日後、世論調査ではアメリカ人の90%がブッシュ政権を支持した。しかし翌年、アメリカ国内の世論は急激に変わった。1992年8月の調査では、アメリカ人の64%がブッシュ政権を支持しないと答えたのである。

## 歴史
カービルはこの標語を用いた選挙活動を続けるため、アーカンソー州リトルロックにあるクリントンの選挙事務所に次のような貼り紙を掲げた。
1. Change vs. more of the same
2. The economy, stupid
3. Don't forget health care.[2]

（日本語訳）
1. 変化か、さらなる現状維持か
2. 経済なのだ、愚か者
3. 医療制度をお忘れなく

これは選挙運動員といった内部の支持者向けに作られたものであったが、大統領選挙におけるクリントン陣営の事実上のスローガンとなった。

## その後
この言い回しはスノークローン（有名な決まり文句の一部分を改変して新しい決まり文句を作る手法）となり、アメリカの政治文化において評論家などによって繰り返し用いられるようになった。普通は"it's"から始まり、"economy."の部分を別の単語に置き換えて用いられる。例えば、"It's the deficit, stupid!"（deficit＝赤字）、 "It's the corporation, stupid!"（corporation＝企業）、 "It's the math, stupid!"（math＝数学）そして"It's the voters, stupid!"（voter＝有権者）などがある。イギリスでテレビ放送されている政治風刺番組『ザ・チック・オブ・イット』では、登場人物の1人によって"It's the Everything, Stupid"（everything＝すべて）という名前の本が書かれている。アメリカのテレビドラマシリーズ『ザ・ホワイトハウス』では、ジェド・バートレットの選挙本部にあるホワイトボードに"the economy stupid"（経済バカ）と書かれている場面がある。